# Wszystko czego chcę od ciebie
Wszystko czego chcę od ciebie – singiel Kasi Cerekwickiej wydany w 2010.
Singiel promował płytę Fe-Male. 21 maja 2010 ukazał się teledysk do piosenki, który swoją premierę miał na stronie portalu Interia.pl. Piosenka została wykorzystana w serialu Majka. W 2010 roku wokalistka za piosenkę otrzymała nominację do nagrody Superjedynki w kategorii przebój roku. 28 sierpnia tego samego roku Cerekwicka z utworem wystąpi na Bydgoszcz Hit Festiwal w kategorii polski hit lata.

## Notowania
| Lista                                      | Pozycja |
| ------------------------------------------ | ------- |
| Polska – oficjalne notowanie nowych singli | 1       |
| Viva – Polska Top 10                       | 4       |
| Radio Wawa                                 | 2       |
| Radio „Znad Wilii”                         | 1       |
| Polskie Radio Olsztyn                      | 11      |
| Nasze Radio                                | 27      |
| Poplista RMF FM                            | 2       |
| Radio Zet                                  | 7       |
| Radio Bielsko                              | 1       |
| Polska Airplay Top 100                     | 6       |
| Interia.pl Teledyski                       | 2       |